# Polska Partia Socjalno-Demokratyczna Galicji i Śląska Cieszyńskiego
Polska Partia Socjalno-Demokratyczna Galicji i Śląska Cieszyńskiego, do 1897 Galicyjska Partia Socjaldemokratyczna, zwana też Socjaldemokratyczną Partią Galicji – legalna partia socjalistyczna, utworzona w 1892 we Lwowie. Formalnie stanowiła krajową organizację Socjaldemokratycznej Partii Austrii, choć w rzeczywistości powiązania z nią były luźne. W 1919 połączyła się z partiami innych zaborów w jednolitą Polską Partię Socjalistyczną.

## Historia
Powstała 7 listopada 1890, na bazie pism "Praca" i "Robotnik" ze Lwowa jako Partia Robotnicza (lub „Galicyjska Partia Robotnicza”). Przyłączyła się do niej krakowska organizacja Socjaldemokratycznej Partii Austrii. Powołana do życia w lipcu 1891. W tym samym roku partia uczestniczyła już II kongresie austriackiej socjaldemokracji oraz Kongresie Socjalistycznym w Brukseli. Na Kongresie utworzono wspólną delegację polską obejmująca trzy zabory.

W dniach 31 stycznia–2 lutego 1892 we Lwowie odbył się pierwszy zjazd galicyjskich socjalnych demokratów z udziałem 48 delegatów. W oparciu o organizację krakowską i lwowską utworzono 31 stycznia 1892 Galicyjską Partię Socjalno-Demokratyczną, tym samym była to wówczas partia krajowa, a nie narodowa. Jednak na III Kongresie austriackiej socjaldemokracji w czerwcu 1892, Ignacy Daszyński z delegacji galicyjskiej złożył oświadczenie: 

Delegaci polscy uznają potrzebę organizacji austriackiej socjalnej demokracji w myśl towarzyszy wiedeńskich i uważają ją za niezbędną do dalszego rozwoju partii, wobec jednak szczególnego położenia naszego kraju, którego granice polityczne nie odpowiadają stosunkom faktycznym i językowym, dalej ze względu na rodaków żyjących poza granicami państwa, a oczekujących naszej pomocy, oświadczają, iż pomimo obustronnych życzeń, nie mogą tak ściśle związać się z organizacją austriacką, jak to czynić mogą i powinny inne narodowości. O ile jednak stosunki nasze na to pozwalają, walczyć będziemy w ramach programu i organizacji austriackiej socjalnej demokracji w interesie międzynarodowej demokracji socjalnej.

 Oznaczało to, że pomimo uchwał zjazdowych deklarowano funkcjonowanie partii jako narodowej.
Na II Zjeździe w marcu 1893, zgodnie z zaleceniami zjazdu austriackiej socjaldemokracji, zaczęła się kształtować struktura partyjna. Powołano Komitety Agitacyjne dla Galicji Zachodniej (przewodniczący Leon Misiołek, zecer), oraz dla Galicji Wschodniej (przewodniczący Kornel Żelaszkiewicz, kamieniarz). Powołano również dwa odrębne Komitety Redakcyjne.
Po raz pierwszy socjaliści galicyjscy przystąpili do wyborów parlamentarnych w 1891, agitując za demokratą Karolem Lewakowskim. Samodzielnie przystąpili do wyborów w 1897, po reformie wyborczej umożliwiającej częściowo powszechne głosowanie. Wystawiono wówczas siedmiu kandydatów w Galicji oraz wsparli dwóch kandydatów na Śląsku. Ostatecznie do austriackiej Rady Państwa weszli: Ignacy Daszyński i Jan Kozakiewicz.
Na V Zjeździe Partii Socjalno-Demokratycznej Galicji i Śląska postanowiono przyjąć wniosek, iż po wyodrębnieniu się partii ukraińskiej organizacja utworzy polską partię. W 1899 zaczęto stosować w pismach partyjnych nazwę "Polska Partia Socyalno-Demokratyczna".
W wyborach do austriackiej Rady Państwa w 1900 PPSD wystąpiła wspólnie z Ukraińską Partią Socjal-Demokratyczną, wystawiając kandydatów w siedmiu okręgach (na piętnaście) w kurii V, czterech kandydatów w kurii III (miejskiej) oraz dwóch kandydatów w kurii III (wiejskiej). Mandaty uzyskali jedynie Ignacy Daszyński oraz wspierany przez PPSD na Śląsku Cieszyńskim czeski socjalista Petr Cingr.
W maju 1907, po kolejnej reformie prawa wyborczego Rady Państwa, weszło do niej sześciu przedstawicieli PPSD: Herman Diamand i Józef Hudec ze Lwowa, Herman Lieberman z Przemyśla, Jędrzej Moraczewski ze Stryja, Tadeusz Reger z okręgu frysztacko-bogumińskiego oraz Ryszard Kunicki z okręgu cieszyńsko-jabłonkowskiego. Mandatu nie otrzymał natomiast Ignacy Daszyński. Tadeusz Reger, by umożliwić Ignacemu Daszyńskiemu uzyskanie mandatu, złożył swój mandat. W uzupełniających wyborach w grudniu 1907, Ignacy Daszyński został wybrany na posła z okręgu frysztacko-bogumińskiego. PPSD w tych wyborach uzyskała 78 790 głosów na 35 kandydatów.

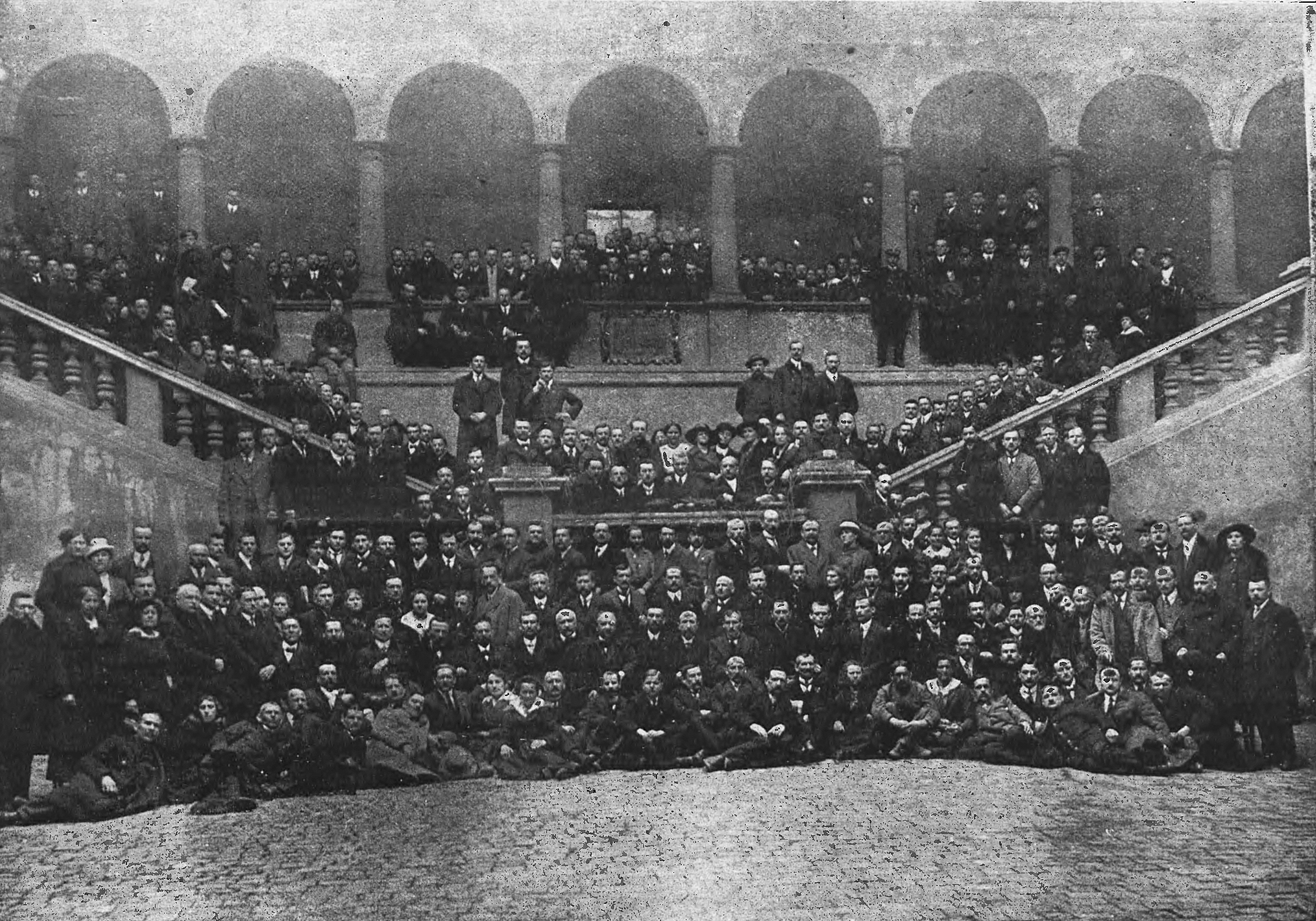
Uczestnicy Kongresu PPSD w Bibliotece Jagiellońskiej 25 kwietnia 1919

W wyborach w 1911 PPSD wprowadziła Rady Państwa: Hermana Diamanda i Józefa Hudeca ze Lwowa, Ignacego Daszyńskiego i Zygmunta Marka z Krakowa, Zygmunta Klemensiewicza z okręgu podkrakowskiego. Wybory wygrał tu również Ignacy Daszyński i przekazał swój mandat kolejnemu kandydatowi), Hermanowi Liebermanowi z Przemyśla, Jędrzeja Moraczewskiego ze Stryja. Mandat na Śląsku Cieszyńskim odzyskał Tadeusz Reger, utracił go natomiast Ryszard Kunicki. W wyborach uzupełniających w 1913 w okręgu Podgórze-Wieliczka mandat uzyskał Emil Bobrowski. Tym samym PPSD posiadała 9 posłów. Wspierali ich: czeski socjalista Petr Cingr oraz Semen Wityk z Ukraińskiej Partii Socjalno-Demokratycznej. PPSD uzyskała 70 653 głosy na 23 kandydatów.
Ostatni sukces PPSD uzyskała w niepodległej Polsce, w wyborach parlamentarnych w 1919 do Sejmu Ustawodawczego. W zachodniej części Galicji PPSD uzyskała 174 417 głosów (18% głosów ogółem i 39% głosów w miastach), wprowadzając do Sejmu Ustawodawczego 14 posłów (na ogólną liczbę 69 wybranych). Ponadto na mocy Dekretu Tymczasowego Naczelnika Państwa z 29 listopada 1918 do Sejmu weszli z Galicji wschodniej byli członkowie Rady Państwa, w tym 3 członków PPSD, oraz zgodnie z dekretem z 14 marca 1919, 3 posłów wyłonionych jako uzgodniona lista. Tym samym PPSD wyłoniła 21 posłów (w 35-osobowym klubie Związku Polskich Posłów Socjalistycznych).

## Cele działania
Ostatecznym celem PPSD była odbudowa niepodległego państwa polskiego o ustroju socjalistycznym. PPSD dążyła do poprawy położenia ekonomicznego robotników i do wprowadzenia ustroju socjalistycznego w drodze reform. Prowadziła akcje oświatowe, zwalczała klerykalizm i konserwatyzm.
Od 1904 ściśle współpracowała z PPS. W trakcie rewolucji w latach 1905–1907 organizowała akcje solidarnościowe. Wspierała powstawanie polskich organizacji wojskowo-niepodległościowych w Galicji. W 1912 współtworzyła Komisję Tymczasową Skonfederowanych Stronnictw Niepodległościowych, a w 1914 Naczelny Komitet Narodowy i Legiony Polskie. W marcu 1918 opowiedziała się za odbudową niepodległej Polski jako państwa demokracji parlamentarnej z rozbudowanym ustawodawstwem socjalnym i reformą rolną. W październiku 1918 współorganizowała w Krakowie Polską Komisję Likwidacyjną, a w listopadzie w Lublinie Tymczasowy Rząd Ludowy Republiki Polskiej (przywódca partii Ignacy Daszyński został premierem).
PPSD liczyła ok. 15 tys. członków (głównie robotników i inteligentów), zorganizowanych w 6 okręgach i kierowanych przez Komitet Wykonawczy. W 1919 liczebność partii szacowano już na 35 tys. członków.
Patronowała działalności wielu organizacji społecznych, kulturalno-oświatowych i zawodowych (Siła, Brüderlichkeit). W kwietniu 1919, wraz z PPS – Frakcją Rewolucyjną i PPS zaboru pruskiego, połączyła się w Polską Partię Socjalistyczną.

## Poparcie w wyborach

### Wybory do Rady Państwa
| Wybory | Liczba głosów | %   | Liczba mandatów | Zmiana |
| ------ | --- | --- | --------------- | ------ |
| 1897   | |     | 2/425           |        |
| 1900   | |     | 1/425           | 1      |
| 1900   | W koalicji z Ukraińską Partią Socjal-Demokratyczną i Czeską Partią Socjaldemokratyczną, która uzyskała 1 mandat. |     |                 |        |
| 1907   | 78 790 | 1,7 | 6/516           | 5      |
| 1911   | 70 683 | 1,5 | 8/516           | 2      |

### Wybory do Sejmu Ustawodawczego
| Wybory | Liczba głosów | %    | Liczba mandatów |
| ------ | ------------- | ---- | --------------- |
| 1919   | 189 885       | 19,3 | 12/425          |

## Organy prasowe[6]
- "Naprzód"
- "Robotnik Śląski"
- "Praca"
- "Ognisko"
- "Prawo Ludu"
- "Równość"
- "Nowy Robotnik"